# Eddie Charlton
Edward Francis "Eddie" Charlton, född 31 oktober 1929, död 7 november 2004, var en australiensisk snooker- och biljardspelare. Han blev professionell 1963 vid 34 års ålder, under en tid då snooker var en mycket liten sport; mellan åren 1958 och 1963 hade det inte ens hållits något VM. Åren därpå anordnades dock VM igen, denna gång i format med utmanarmatcher (likt boxningens VM-matcher). 1968 utmanade Charlton den regerade mästaren John Pulman om världsmästartiteln, men fick se sig slagen med 34 frames mot Pulmans 39.
Efter att VM år 1969 fått sitt nuvarande format som utslagsturnering, nådde Charlton finalen två gånger under 1970-talet: 1973 och 1975. Vid det andra tillfället förlorade han mot Ray Reardon i sista och avgörande frame, 30-31.
Charlton var mer framgångsrik i inbjudningsturneringen Pot Black, som han vann tre gånger: 1972, 1973 och 1980, och blev därmed ett av de mest välkända ansiktena inom snooker. Han var dessutom den första som åstadkom ett century i Pot Black, vilket är imponerande med tanke på att turneringen spelas i enframesmatcher. Charlton vann även World Matchplay 1976.
Charlton var också en mycket framgångsrik biljardspelare, och spelade bland annat VM-final 1984 och 1988. Han är därmed den ende i världen som varit i VM-final i både snooker och biljard utan att ha vunnit någondera. Ett annat mindre smickrande rekord som Charlton har, är att han är den ende som förlorat en match i snooker-VM med 0-10, vilket han råkade ut för 1992 i första omgången mot John Parrott. Charlton var då 62 år gammal, och han avslutade sin professionella karriär tre år senare.
Charlton var som bäst rankad som nummer 3 i världen, under sammanlagt fyra säsonger. Han vann dock aldrig någon rankingtitel, vilket inte är särskilt anmärkningsvärt med tanke på att han stod på toppen av sin karriär innan världsrankingen införts. Charlton dog 7 november 2004 i sviterna av en operation.

## Titlar

### Icke-rankingtitlar
- Pot Black - 1972, 1973, 1980
- World Matchplay - 1976